# Jiří Němec
Jiří Němec (Pacov, 15 mei 1966) is een Tsjechisch voormalig betaald voetballer die speelde als middenvelder. Wel vaker kreeg hij een defensieve rol toebedeeld.

## Clubcarrière
Němec won tijdens zijn professionele loopbaan onder meer de UEFA Cup en tweemaal de DFB Pokal met FC Schalke 04 onder Huub Stevens, waar hij speelde tussen 1993 en 2002. Hij werd ook drie maal Tsjechisch landskampioen bij Sparta Praag. In 2004 beëindigde hij zijn loopbaan bij Viktoria Žižkov in eigen land.

## Interlandcarrière
Němec speelde 20 interlands voor Tsjechoslowakije en later, vanaf 1993, ook nog 64 voor Tsjechië. Hij speelde samen met spelers als Karel Poborský en Pavel Nedvěd.
Němec behaalde een zilveren medaille met Tsjechië op het Europees kampioenschap voetbal 1996 in Engeland. Tsjechië verloor de finale van Duitsland met 2–1.
Daarnaast nam Němec deel aan het WK 1990 met Tsjechoslowakije, de FIFA Confederations Cup 1997 en EURO 2000 georganiseerd door Nederland en België. Bij de Confederations Cup, waar men de bronzen medaille opstreek, en EURO 2000 was hij aanvoerder.

## Erelijst
Sparta Praag
- 1. česká fotbalová liga

1991, 1993, 2003
- Pohár FAČR

 Schalke 04
- UEFA Cup

1996/97
- DFB Pokal

2001, 2002